# Poolse Corridor

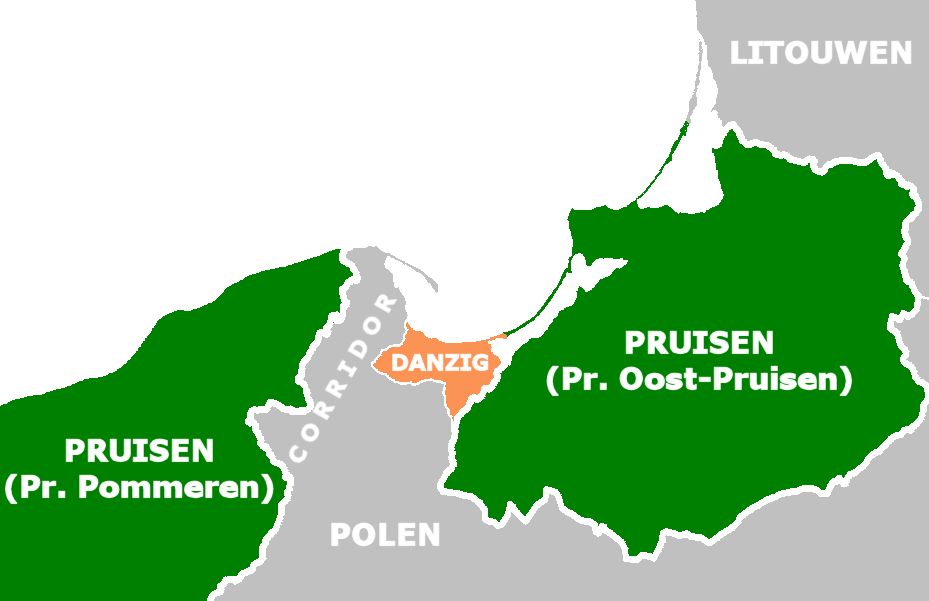
De Poolse Corridor (1923)

De Poolse Corridor is de toegang tot de Oostzee die Polen in 1919 kreeg volgens het Verdrag van Versailles na de Eerste Wereldoorlog. In deze corridor bouwden de Polen het vissersdorp Gdynia uit tot een voor Danzig (Pools: Gdańsk) concurrerende havenstad. Op 1 september 1939 werd de Poolse Corridor door Nazi-Duitsland bezet. 
Polen maakte bezwaar tegen de benaming corridor omdat zij het gebied als een deel van Polen beschouwde dat bij de Eerste Poolse Deling in 1772 ten onrechte aan Pruisen was toegekend.

## Geschiedenis

### Ontstaan van de Corridor
Het gebied behoorde tussen 1772 en 1918 tot de Pruisische provincie West-Pruisen. Na de Eerste Wereldoorlog moest Duitsland een groot deel van deze provincie afstaan aan Polen. De vroegere provinciehoofdstad Danzig werd een vrije stad onder toezicht van de Volkenbond. Door de corridor werd de provincie Oost-Pruisen van de rest van Duitsland gescheiden en werd het een exclave die alleen via Pools grondgebied of over zee was te bereiken. 
Het platteland van West-Pruisen telde in 1910 950.000 inwoners waarvan 30% Duitstalig was. Daaronder waren ook tweetaligen, vaak met een Duits- en een Poolssprekende ouder die zich als Duitstalig opgaven, uit overtuiging of omdat het voor hun maatschappelijke positie beter was. Een groot aantal Duits- of tweetalige inwoners, veelal rooms-katholiek, heeft zich na 1919 als Poolstalig laten registreren. Hierbij werden Kasjoebisch en Pools als één taal beschouwd. Na de overname van het gebied door Polen zijn ongeveer 200.000 Duitse inwoners verhuisd naar Duits grondgebied of naar de stad Danzig. In de jaren dertig was meer dan 90% van de bevolking van de corridor Pools.

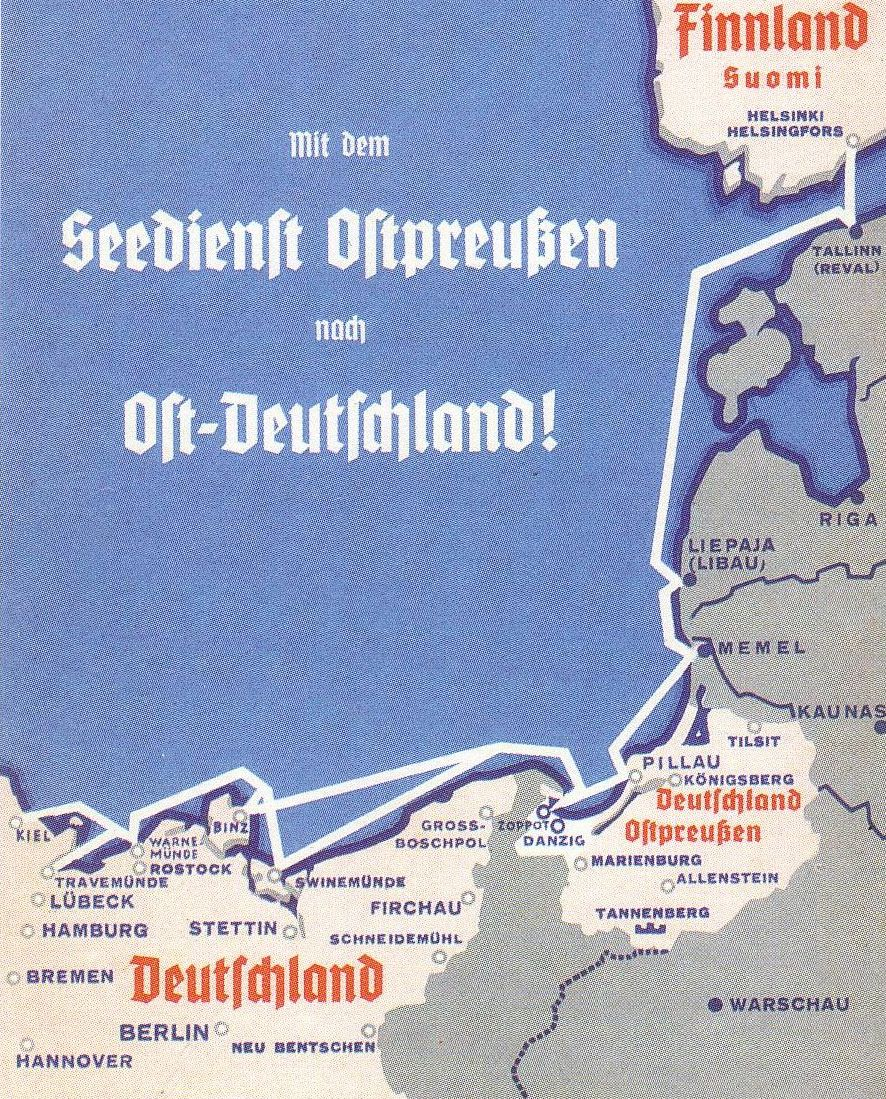
Seedienst Ostpreußen

Vanwege de hinder die het verkeer vanuit Danzig en Oost-Pruisen door de Poolse Corridor naar Duitsland in de jaren twintig ondervond door de Poolse grenscontroles werd de Seedienst Ostpreußen in het leven geroepen voor vervoer per schip boven de Corridor langs over de Oostzee.
De smalle kuststrook van de Corridor bestond uit een aantal kleine vissershavens. Polen had een zee- en marinehaven willen verwerven bij de vredesonderhandelingen in Versailles. In plaats daarvan kregen de Polen vrije toegang tot de haven van Danzig, met eigen handels- en douanekantoren en het beheer over het spoorwegnet. Voor Polen was dat niet voldoende en daarom werd ten noorden van de Vrijstaat Danzig, in Gdynia, met Frans kapitaal een haven op Pools grondgebied aangelegd. Tussen 1926 en 1933 was een van grootste projecten van de nieuwe republiek Polen de aanleg van een spoorlijn van het mijnbouwgebied in Opper-Silezië naar de nieuwe zeehaven. Deze spoorlijn, de Magistrala Węglowa (Kolenhoofdlijn) van Gdynia naar Katowice loopt vrijwel kaarsrecht van noord naar zuid Polen.
Nadat de nationaalsocialisten in 1933 in Duitsland de macht grepen drongen de Duitsers aan op een grensherziening. De druk op Polen nam steeds meer toe door Duitse dreigementen. De climax werd eind 1938 en begin 1939 bereikt met Duitse eisen voor een volksraadpleging waaraan wel geëmigreerde Duitse deel zouden mogen nemen, maar geen Polen die zich na 1919 in de Corridor hadden gevestigd. Engeland wilde over deze voorstellen onderhandelen, Frankrijk en Polen wezen ze af.

### Einde van de Corridor
De Duitse marine lokte op 1 september 1939 een incident uit op de Westerplatte in de haven van Danzig waar een Pools militair depot was gelegen. Toen een Poolse reactie op deze provocatie volgde, verklaarde Duitsland aan Polen de oorlog. Daarmee was de Tweede Wereldoorlog een feit, omdat Frankrijk en Engeland zich hadden verplicht Polen militair bij te staan in geval van een vijandelijke invasie van zijn grondgebied. Danzig werd door Duitsland overgenomen en de Poolse, de Corridor werd bezet. 
De meeste Polen die zich na 1918 in de Corridor hadden gevestigd werden door de terreur van het nazi-regime verjaagd, vaak eerst geïnterneerd, en niet zelden in massa executies geliquideerd. 100.000 Polen verdwenen tussen 1939 en 1945. Voor hen in de plaats kwamen Duitse ambtenaren en politie, waarvan een deel bestond uit personen die na de Poolse machtsovername van 1919 uit West-Pruisen vertrokken waren. De autochtone bevolking van de Corridor kon zich onder dwang en dreiging van represailles als Duitser laten registreren. Daarmee voorkwam men onteigening en deportatie, maar moest men wel verplichtingen als Arbeitseinsatz en militaire dienstplicht aanvaarden. 
Begin 1945 werden de Duitse bezetters verdreven door het Rode Leger van de Sovjet-Unie. Na de Tweede Wereldoorlog werden de grenzen van het nieuwe Polen naar het westen opgeschoven. Het gebied van de Poolse Corridor ligt sindsdien in het midden van het land. De Duitse bevolking werd verdreven, er vond een politieke zuivering plaats onder autochtone Polen en Kasjoeben, en in het gebied kwamen immigranten uit Oost-Polen te wonen.
Een deel van de (tweetalige) bewoners die tijdens de oorlog hadden gecollaboreerd met de Duitsers zijn gevlucht. Een ander deel maakte gebruik van de mogelijkheid opnieuw Pool te worden. Een aantal daarvan stonden na een veroordeling nog lange tijd onder toezicht, waardoor uit deze groep tot 1990 veel aanvragen werden ingediend voor een Duits paspoort om naar Duitsland te kunnen vertrekken.